# لويس مورغان
لويس مورغان (بالإنجليزية: Lewis Morgan)‏ (30 سبتمبر 1996 في المملكة المتحدة - ) هو مدرب كرة قدم ولاعب كرة قدم بريطاني في مركز الوسط. لعب مع نادي سانت ميرين.

## وصلات خارجية
- لويس مورغان على موقع الاتحاد الأوربي (الإنجليزية)
- لويس مورغان على موقع الاتحاد الإسكتلندي (الإنجليزية)
- لويس مورغان على موقع الدوري الأمريكي (الإنجليزية)
- لويس مورغان على موقع قاعدة بيانات كرة القدم.إي يو (الإنجليزية)
- لويس مورغان على موقع ناشيونال فوتبول تيمز (الإنجليزية)
- لويس مورغان على موقع Soccerbase.com (لاعب) (الإنجليزية)
- لويس مورغان على موقع Soccerway.com (الإنجليزية)